# Centaurea radichii
Centaurea radichii là một loài thực vật có hoa trong họ Cúc. Loài này được Plazibat mô tả khoa học đầu tiên năm 2000.